# Trubská
Trubská är en ort i Tjeckien.   Den ligger i regionen Mellersta Böhmen, i den centrala delen av landet, 30 km väster om huvudstaden Prag. Trubská ligger 349 meter över havet och antalet invånare är 114.
Terrängen runt Trubská är kuperad österut, men västerut är den platt. Runt Trubská är det tätbefolkat, med 308 invånare per kvadratkilometer. Närmaste större samhälle är Beroun, 5,7 km öster om Trubská. I omgivningarna runt Trubská växer i huvudsak blandskog.